# Algorithme de Metropolis-Hastings à sauts réversibles
L'algorithme de Metropolis-Hastings à sauts réversibles ou méthode de Monte-Carlo par chaînes de Markov à sauts réversibles (RJMCMC) est un algorithme d'échantillonnage dérivé de la méthode de Monte-Carlo par chaînes de Markov et considérée comme une extension de l'algorithme de Metropolis-Hastings. Inventée en 1995 par Peter Green, elle comprend un paramètre de donnée dimensionnelle de valeur non fixe qui peut varier entre différentes itérations des chaînes de Markov, alors que les modèles précédents ne permettaient que des données dimensionnelles préétablies. Dit autrement, la technique de RJMCMC permet d'échantillonner à travers plusieurs modèles de dimensions différentes (càd un nombre de paramètres différent) en même temps, sans que les changements de dimensions posent problème. 

## Applications
Cette méthode est utilisée notamment en astronomie pour bâtir différentes modélisations théoriques. 

## Limites et développements postérieurs
La RJMCMC est une technique extrêmement puissante pour effectuer la sélection d'inférences bayésiennes. Toutefois, elle présente une difficulté fondamentale car elle nécessite des sauts entre les paramètres spatiaux du modèle, mais ne peut pas explorer efficacement les deux paramètres spatiaux à la fois. Il est donc peu probable qu'un saut naïf entre paramètres spatiaux soit accepté dans l'algorithme de MCV (Monte Carlo) et par conséquent la convergence est lente. Farr, Mandel et Stevens ont proposé en 2011 une technique d’interpolation qui utilise des échantillons de MCMC à modèle unique pour proposer des sauts intermodèles d’une approximation à la valeur spatiale cible a posteriori.